# Pinocchio

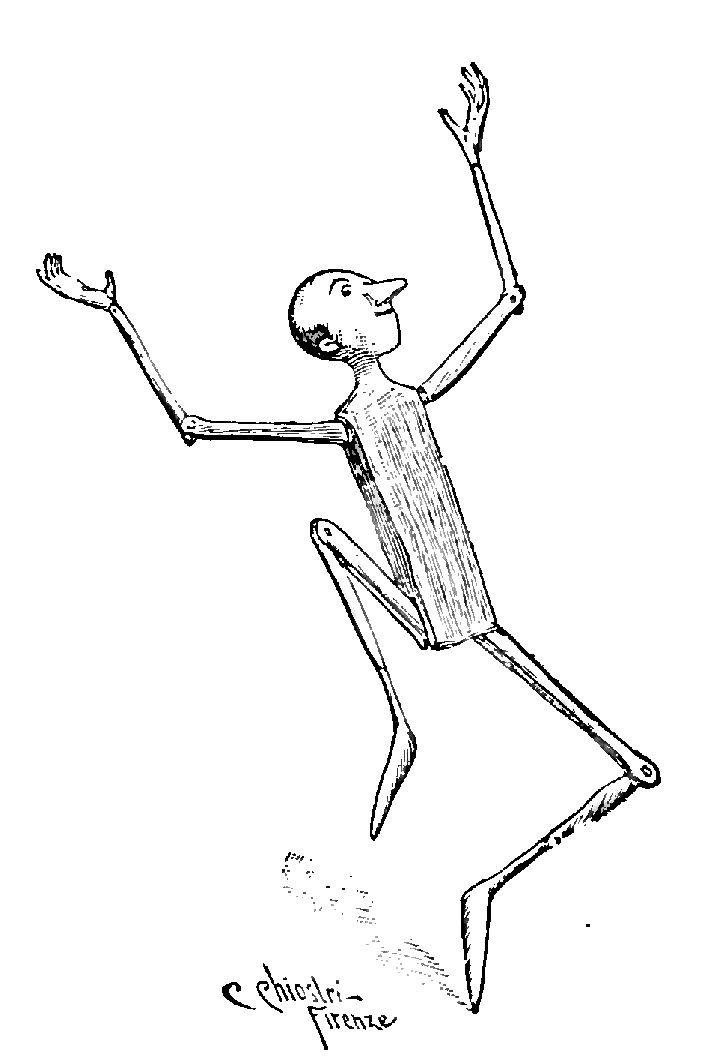
Illustrazione di Carlo Chiostri (1901)

Pinocchio è un personaggio immaginario, protagonista del celebre romanzo per ragazzi Le avventure di Pinocchio. Storia di un burattino di Carlo Collodi.

## Nome
Pinocchio viene creato da Geppetto, un falegname che voleva fabbricarsi un burattino.
(Carlo Collodi, Le avventure di Pinocchio, capitolo II)
Geppetto spiega di aver battezzato la sua creatura Pinocchio perché è un nome a lui conosciuto:
Lo voglio chiamar Pinocchio. Questo nome gli porterà fortuna. Ho conosciuto una famiglia intera di Pinocchi: Pinocchio il padre, Pinocchia la madre e Pinocchi i ragazzi, e tutti se la passavano bene. Il più ricco di loro chiedeva l'elemosina. –»
(Carlo Collodi, Le avventure di Pinocchio, cap. III.)
L'origine del nome non è chiara: pinocchio significa «pinolo»; esistono altri nomi simili che iniziano per pin- e derivano da Pino, ipocoristico aferetico di Giuseppino (a sua volta diminutivo o vezzeggiativo di Giuseppe, come anche lo stesso Geppetto) o di Iacopino (da Iacopo).
Nell'antico dialetto toscano, il termine Pinocchia indicava l'albero Pinus pinea, come testimoniato da toponimi come Crino della Pinocchia. Pinocchina indicava inoltre, nel vernacolo fiorentino di qualche tempo fa, una gallina o donna piccola e un po' grassoccia ma ben proporzionata.
Nell'accezione di pinolo si possono riassumere simbolicamente le caratteristiche del personaggio, come evidenziato anche da Gérard Génot: il «seme» come «valore filiale, infantile», nel suo stesso essere «di legno», insomma «la carne nel legno, la germinazione nella durezza».
Altri preferiscono richiamare alcuni toponimi toscani che potrebbero aver suggerito il nome a Collodi. A Colle, dove fu alunno del locale Seminario collegio vescovile, esisteva una fonte detta la Fonte del Pinocchio. Secondo alcuni potrebbe aver preso spunto anche dall'odierno San Miniato Basso, che si chiamava appunto "Pinocchio", che è anche il nome del rio che scorre nel centro del paese. Era una località che Collodi conosceva bene: il padre di Carlo Lorenzini, Domenico, aveva abitato per diversi anni nella zona del Pinocchio al servizio come cuoco di una ricca famiglia del pesciatino, i Garzoni.

## Aspetto
Anche se nel titolo del libro e in tutta la storia viene sempre definito burattino, tale denominazione è errata, in quanto Pinocchio è in realtà una marionetta (ovvero un pupazzo di legno che si manovra con i fili) e non un burattino (che invece viene manovrato da sotto infilandovi la mano dentro). Per una caratteristica singolare, il pezzo di legno da cui è stato ricavato è animato, per cui Pinocchio, anche se è fatto di legno, si comporta come un essere umano, in quanto si muove da solo, cammina, parla, dorme e mangia (ad esempio presso l'Osteria del Gambero Rosso in compagnia del Gatto e della Volpe). Nel corso del romanzo è protagonista di alcune trasformazioni: dopo aver promesso alla Fata di smettere di essere un burattino e di voler diventare un vero ragazzo, fugge con Lucignolo nel «Paese dei Balocchi» e finisce per trasformarsi, dopo cinque mesi di cuccagna, in un asino, finendo in una compagnia di pagliacci. In seguito, nell'ultimo capitolo, Pinocchio, uscito dalla bocca del Pesce-cane insieme a Geppetto, smette finalmente di essere un burattino e diventa un ragazzo in carne ed ossa (grazie all'intervento in sogno della Fata).

### Il naso
La caratteristica più nota e conosciuta di Pinocchio è il suo naso che si allunga a dismisura quando dice le bugie: questo compare nel capitolo XVII. Nel capitolo XXIX,Pinocchio scopre che per fare tornare il naso normale basti rimangiarsi le bugie, dicendo la verità. C'è da notare come lo stesso Collodi, in Note gaie, affermi come «per nascondere la verità di una faccia speculum animae […] si aggiunge al naso vero un altro naso di cartapesta».

## Abbigliamento
Nel romanzo si accenna a "un vestituccio di carta fiorita, un paio di scarpe di scorza d'albero e un cappellino di midolla di pane". Oltre al cappello a punta e alla casacca colorata, la marionetta è spesso rappresentato con un paio di pantaloni lunghi fino al ginocchio (chiamati appunto "pinocchietti").

## Carattere
Pinocchio è fondamentalmente buono, amichevole, sensibile, onesto, infantile, ingenuo, curioso, innocente e dal cuore gentile, ma cade spesso nella tentazione di farsi trascinare da brutte compagnie e, se gli si chiedono spiegazioni, è incline alla menzogna. A causa di queste caratteristiche si ritrova spesso nei guai, dai quali riesce però a cavarsela sempre, anche se con molta difficoltà.

## Interpretazioni
La storia sembra una rilettura libera del romanzo di formazione (il monello che piano piano diventa ragazzo maturo), sebbene, anche a causa dell'ambientazione fantastica, non manchino interpretazioni alternative. "La conoscenza amara, crudele e senza luce della realtà: la riduzione di ogni fantasia, di ogni sogno, di ogni favola, di ogni desiderio infantile, di ogni mostro leggendario entro limiti più famigliari (solo Collodi poteva entrare nel ventre di un pesce-cane per ritrovarvi gli odori di una trattoria fiorentina): la perfetta geometria della costruzione, della narrazione e del dialogo, tutto questo fa delle Avventure di Pinocchio il capolavoro della letteratura toscana dopo Galileo Galilei (Pietro Citati).

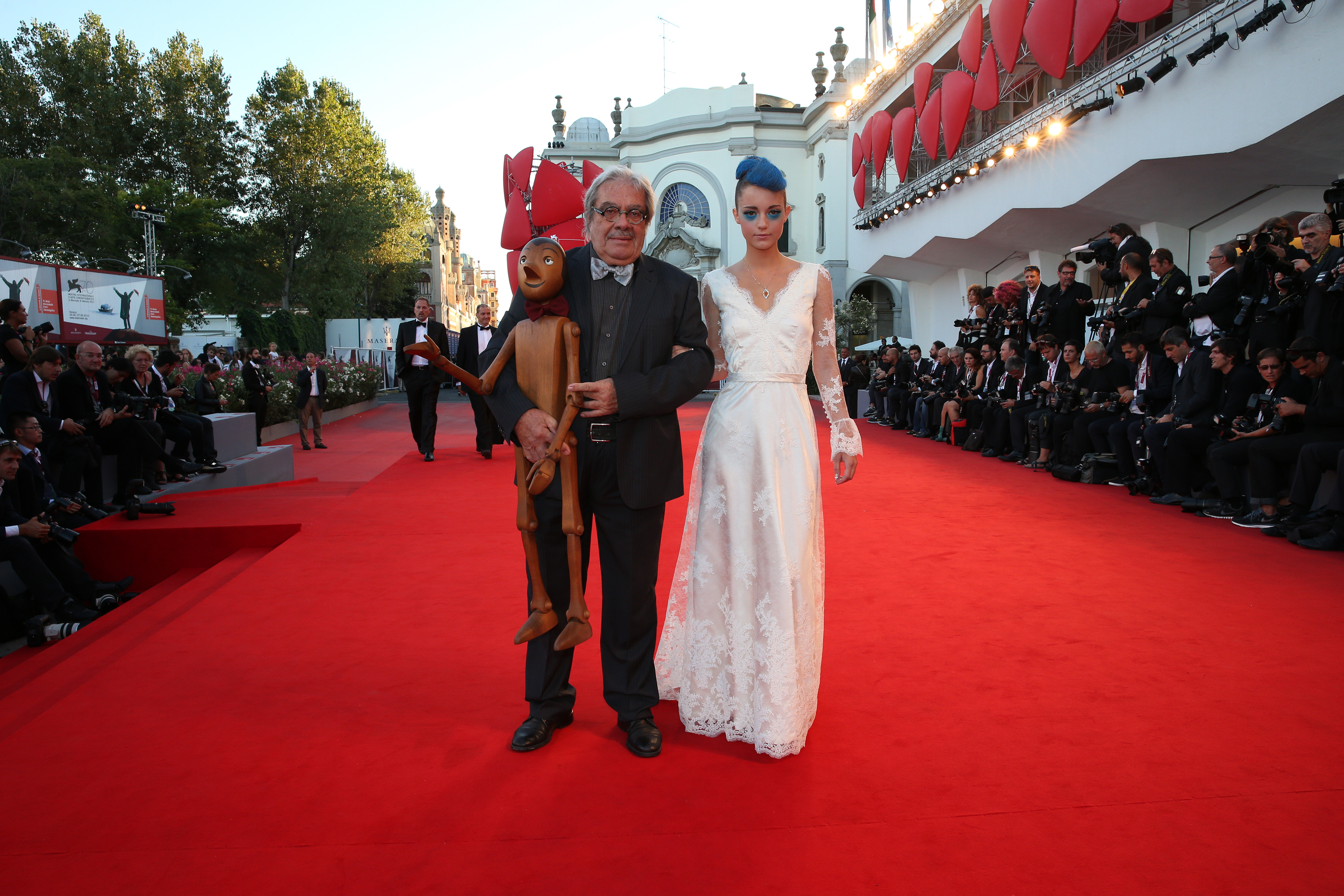
Red Carpet (70ª Mostra del Cinema di Venezia)

### Picaro
Secondo Italo Calvino, Pinocchio è l'unico vero picaro della letteratura italiana, seppure in forma fantastica: le sue avventure rocambolesche, a volte scanzonate a volte drammatiche, sono tipiche di questa figura letteraria che non ha avuto grande successo nella letteratura italiana.

### «Toscanaccio»
Il critico letterario e prosatore Pietro Pancrazi ha interpretato Pinocchio come un monellaccio disubbidiente e viziato, come ne aveva conosciuti in Toscana; la sua metamorfosi da burattino di legno in ragazzo vero è la maturazione reale di un comune bambino toscano abituato a tante birbonerie in un giovanotto con un futuro davanti.

### Alter Christus?
Un'interpretazione alternativa viene da Gian Luca Pierotti, che vede nel romanzo e nella figura di Pinocchio un'analogia con certi Vangeli apocrifi che narrano un'infanzia turbolenta di Gesù. Inoltre si riferisce anche alla scrittrice statunitense Clara Clement che, nel suo Handbook of Legendary Art, sostiene come la prima manifestazione di Cristo sulla Terra sia stata un legno animato (living rod) e alla possibile interpretazione di alcuni temi del romanzo come riferimenti alla Crocifissione (lo stesso legno, l'episodio dell'impiccagione ecc.).
Pierotti cita la formazione in seminario di Collodi e Pietro Coccoluto Ferrigni «Yorick» quando afferma che, nel periodo da Berlingaccio alle Ceneri i teatri fiorentini di marionette sostituissero le figure profane con quelle sacre e si passasse alla rappresentazione del battesimo di Gesù. La bugiardaggine di Pinocchio starebbe allora nell'essere figura cristiana che non appare tale e che si muove in un ambiente che, almeno in apparenza, cristiano non è. Si tratterebbe in definitiva di un presepio animato toscano, laico e profano all'apparenza, ma cristiano nel contenuto.
Secondo Carlo Alberto Madrignani le varie interpretazioni che si sono succedute nel corso del tempo sulla figura di Pinocchio sono da considerare comunque con molta cautela, in particolare quelle che lo vedono come personaggio ispirato, più o meno nascostamente, alla figura di Gesù. Le prove a sostegno di significati reconditi sono, a suo avviso, deboli: la simbologia, indubbia, che appare nel testo è di tipo popolaresco, in modo non dissimile dagli elementi costitutivi (le funzioni) già espressi da Bachtin a proposito delle fiabe russe. Il personaggio è sempre legato a una dimensione di tipo «realistico popolare», dove l'elemento magico e simbolico è certamente presente ma non scalfisce questa verità di fondo.

### Il compagno Pinocchio
Nel 1936, viene pubblicato il romanzo Il compagno Pinocchio scritto da Aleksej Nikolaevič Tolstoj: una rivisitazione russa della storia. Il protagonista è Buratino, simile al personaggio di Pinocchio, ma la storia è totalmente diversa e reinterpreta diversi personaggi. Dal romanzo sono stati tratti tre film ( due di animazione e uno live-action): 
- La chiavetta d'oro (1939)
- Le avventure di Pinocchio
- The Adventures of Buratino ( 1975).

### Il Decameron e Pinocchio
In un saggio del 1969, il critico Gerard Kamber ha individuato nel Decameron boccacciano le fonti di due episodi di Pinocchio. Egli ha dimostrato che il personaggio del servo di frate Cipolla, Guccio, abbia fatto da modello per altri due personaggi del Decameron (Andreuccio da Perugia e Buttafuoco) e, per tramite loro, a Pinocchio e al burattinaio Mangiafuoco. Guccio ha la presunzione simboleggiata dalla barba, la golosità dalla pancia e l'assurdità dall'untume e dalla nudità. Buttafuoco e Mangiafuoco hanno la presunzione simboleggiata dalla barba e la golosità dalla pancia; Andreuccio e Pinocchio hanno l'assurdità rappresentata da untume e nudità.

### Ispirazioni "nasali"
Nel saggio Quel copione di Collodi (Pinocchio non fu il primo naso), del 2018, Gianni Greco, oltre a vari altri elementi, porta quali possibili fonti di ispirazione per la lunghezza del naso di Pinocchio le illustrazioni di Edward Lear per il suo A Book of Nonsense (1846), in cui compare, tra gli altri, un uomo sul cui lunghissimo naso si sono posati molti uccelli.

## Nella cinematografia

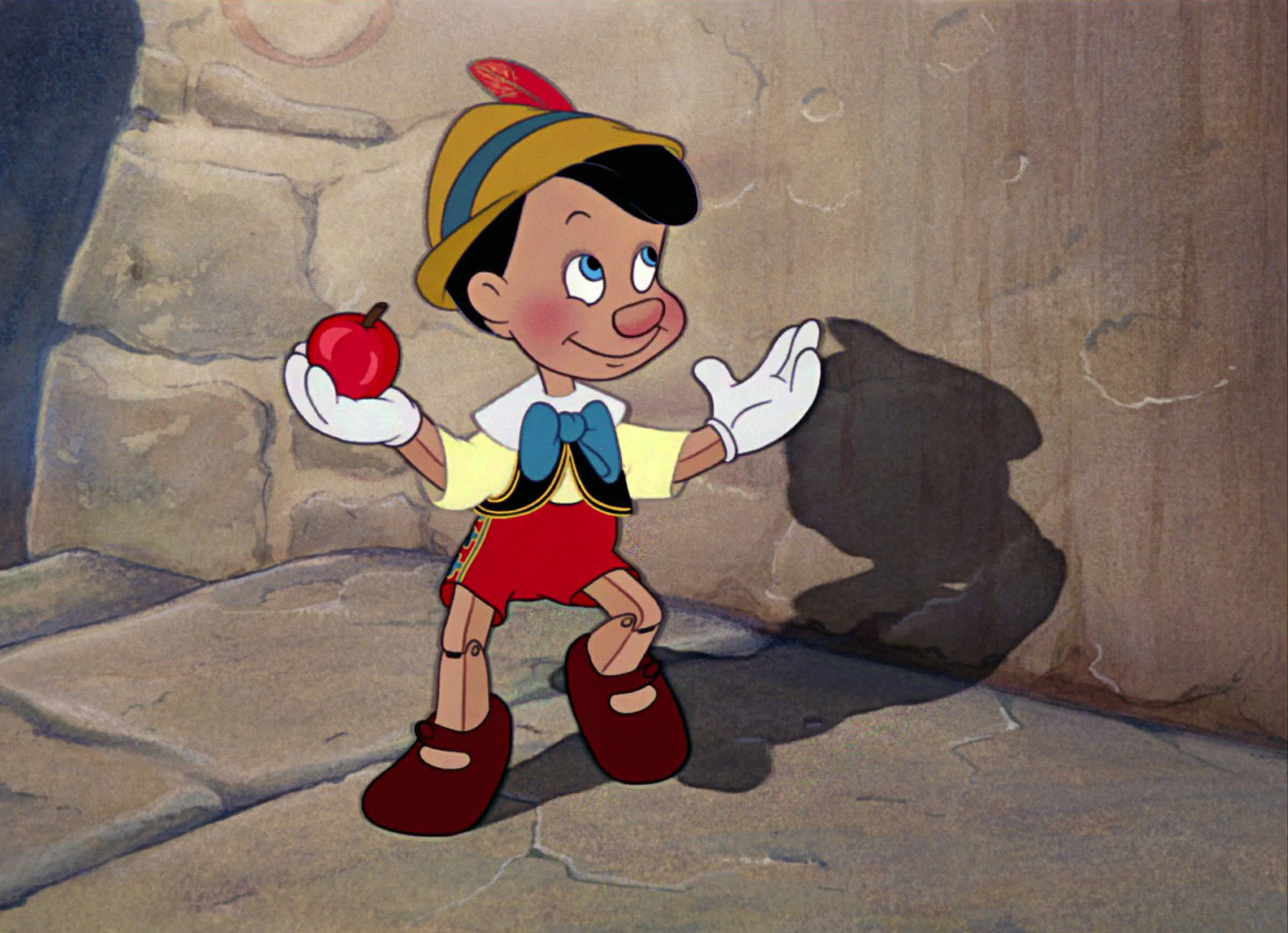
Pinocchio nella versione Disney dell'omonimo film d'animazione (1940).

Pinocchio interpretato da Andrea Balestri nella sceneggiato televisivo Le avventure di Pinocchio (1972).

Pinocchio nella versione anime dell'omonima serie animata (1976).

Scultura in resina di Pinocchio, utilizzata nel film di Guillermo del Toro. Immagini della mostra Pinocchio di Guillermo del Toro. Spianata della Cineteca Nacional de México, Città del Messico, Messico.

Il primo Pinocchio della storia del cinema è il comico franco-italiano Ferdinand Guillaume in Pinocchio (1911) in un cast di attori adulti. La tradizione di attori che si cimentano nelle vesti del burattino collodiano continua fino a tempi recenti, con Totò (Totò a colori, 1952), Mickey Rooney (nel musical Pinocchio, 1957), Carmelo Bene (nelle diverse versioni teatrali, radiofoniche, discografiche e televisive del suo Pinocchio, 1961-99), Peter Noone (1968), Gian Carlo Riccardi (1970), Nico Haak (1983) e Paul Reubens (Pinocchio, 1984), fino a Roberto Benigni (Pinocchio, 2002) e John Tartaglia (Shrek The Musical, 2008). Anche le attrici Wieteke van Dort (1968-69), Sandy Duncan (1976) e Soledad Silveyra (1986) e il mezzo-soprano Victoria Simmonds (2007) sono tra gli interpreti del famoso burattino.
Pinocchio è un burattino di legno che alla fine della storia diventa un bambino. Essendo il protagonista è l'unico personaggio negli adattamenti a non subire grandi differenze (fatta eccezione per le rivisitazioni e la versione Disney che lo rende ingenuo ma buono). Per questo il personaggio si è prestato con naturalezza a versioni in cartone animato, a cominciare da quella celeberrima della Disney (1940), dove la voce originale del protagonista fu affidata a Dickie Jones, noto attore bambino del cinema statunitense. Nelle successive versioni animate, la voce di Pinocchio è variamente interpretata da attrici come Ol'ga Šaganova-Obrazcova (1939), Nina Guljaeva (1959), Joan Fowler (1960-61), Roberta Paladini (Un burattino di nome Pinocchio, 1971), Yuko Maruyama (1972), Ellen Prince (1976), Danielle Romeo (1988) e Sonja Ball (2004), da attori come Mel Blanc (1953), Peter Lazer (1965) e Cody Cameron (nella serie di film Shrek, 2001-12), o da attori bambini come Todd Porter (1980), Michael Welch (2001-02) e Gabriele Caprio (Pinocchio, 2012).
Per vedere sullo schermo il primo Pinocchio-burattino interpretato da un attore bambino occorre attendere il 1947 con il piccolo Alessandro Tommei, "in costume di burattino", nel film Le avventure di Pinocchio diretto da Giannetto Guardone. Il pesante trucco limita però le capacità espressive dell'attore bambino e la naturalezza della recitazione. Per ovviare a questi problemi Luigi Comencini immagina nel 1972 che Pinocchio prenda da subito sembianze umane, per tornare burattino solo quando si comporti scorrettamente (soggetto ripreso anche nella miniserie del 2009 e in Bentornato Pinocchio). Il grandissimo successo dello sceneggiato e del suo protagonista bambino Andrea Balestri dimostra come la parte di Pinocchio possa essere adattata alle capacità di un attore bambino. Dmitrij Iosifov (Buratino, 1975) e Seth Adkins (Geppetto, 2000) impersonano il burattino con un make-up ridotto all'essenziale. Lo schema di Comencini si ripete invece nella miniserie televisiva Pinocchio (2008) dove il ruolo di protagonista è affidato a Robbie Kay (che pochi anni dopo avrebbe interpretato Peter Pan in C'era una volta). Sulla stessa linea interpretativa si colloca Haley Joel Osment in A.I. - Intelligenza artificiale (2001) nei panni di un umanissimo robot-bambino che come Pinocchio cerca di diventare un vero bambino, con espliciti riferimenti letterari e visuali al racconto collodiano. Ovviamente il problema non si pone nei sequel, dove Gabriel Thomson (nel film Il mondo è magia - Le nuove avventure di Pinocchio, 1999) e Jakob Davies (nella serie televisiva C'era una volta, 2011-15) interpretano Pinocchio ormai divenuto bambino.
Grazie agli effetti speciali e allo sviluppo della grafica computerizzata è possibile che attori interagiscano con naturalezza con pupazzi animati o con immagini generate a computer. Ne Le straordinarie avventure di Pinocchio (1996), l'attore bambino Jonathan Taylor Thomas presta la sua voce al burattino, per apparire quindi nella scena finale. Più comunemente si usa una coppia di attori, uno per la voce e uno per impersonare il Pinocchio bambino: l'attrice Gina Presgott (voce) ed il piccolo Uwe Thielisch (Turlis Abenteuer, 1967); l'attrice Rosemary Miller (voce) ed il piccolo Joshua White (Pinocchio, 1978); o gli attori bambini Moritz Russ (voce) e Aaron Kissiov (Pinocchio, 2013).
| Anno    | Pinocchio                                                                                                  | Altri interpreti | Film |
| ------- | --- | --- | --- |
| 1911    | Ferdinand Guillaume                                                                                        | Augusto Mastripietri (Geppetto), Lea Giunchi (Fatina), Natalino Guillaume (Lucignolo) | Pinocchio, film muto (Italia), regia di Giulio Antamoro - Il primo "Pinocchio" della storia del cinema è interpretato da un attore adulto "in costume da burattino" |
| 1936    | -- | -- | Le avventure di Pinocchio, film d'animazione (Italia), (incompiuto). |
| 1939    | Ol'ga Šaganova-Obrazcova (voce)                                                                            | | Pinocchio - La chiavetta d'oro (Zolotoj ključik), film (URSS, 1939), regia di Aleksandr Ptuško - In questo adattamento del racconto di Aleksej Nikolaevič Tolstoj basato sull'opera di Collodi, Pinocchio appare come un pupazzo animato.                                                                |
| 1940    | Dickie Jones (voce)                                                                                        | <Voci>: Cliff Edwards (Grillo Parlante), Christian Rub (Geppetto), Evelyn Venable (Fata Azzurra), Frankie Darro (Lucignolo), Walter Catlett (Volpe), Charles Judels (Stromboli detto Mangiafuoco; il Postiglione) | Pinocchio, film d'animazione (USA), prodotto dalla Disney. |
| 1947    | Alessandro Tommei (doppiato da Germana Calderini)                                                          | Augusto Contardi (doppiato da Lauro Gazzolo, Geppetto), Mariella Lotti (doppiata da Lydia Simoneschi, Fatina), Guglielmo Selvaggio (Lucignolo), Pietro Tommei & Angelo Taddeoli (doppiati da Stefano Sibaldi e Margherita Bagni, il Gatto e la Volpe), Erminio Spalla (Mangiafuoco), Cristina Pagliarini (doppiata da Aldo Silvani, il Grillo parlante) | Le avventure di Pinocchio, film (Italia), regia di Gianetto Guardone - Per la prima volta Pinocchio è interpretato da un attore bambino "in costume da burattino". |
| 1952    | Totò | --- | Totò a colori, film (Italia) - Il celebre comico napoletano ripropone un suo famoso sketch di rivista "in costume di burattino". |
| 1954    | -- | Armando Sviato, Bruno Sviato, Luisa Ballisi | Pinocchio e le sue avventure, film (Italia), regia di Attilio Giovannini. |
| 1954    | Spike Jones                                                                                                | | Pinocchio, film TV (USA) - Il primo adattamento televisivo è una versione satirica interpretata dal comico americano il 24 aprile 1954 in una puntata del suo show. |
| 1954    | ?? | ?? | Pinocchio, film TV (Brasile) - Primo sceneggiato televisivo. |
| 1957    | Mickey Rooney                                                                                              | Walter Slezak (Geppetto), Fran Allison (Fatina), Matt Mattox & Martyn Green (il Gatto e la Volpe) | Pinocchio, film musicale TV (USA), regia di Paul Bogart. Trasmesso il 13 ottobre 1957. |
| 1959    | Carlo Chamby                                                                                               | | Le avventure di Pinocchio, sceneggiato TV (Italia), regia di Enrico D'Alessandro e Cesare Emilio Gaslini. Primo sceneggiato su Pinocchio alla televisione italiana. Programma della TV dei ragazzi. |
| 1959    | Nina Guljaeva (voce)                                                                                       | | Le avventure di Pinocchio (Priključenija Buratino), film di animazione (URSS), regia di Ivan Ivanov-Vano e Dmitrij Pavličenko. Basato sul racconto di Aleksej Nikolaevič Tolstoj. |
| 1960    | Joan Fowler (voce)                                                                                         | | The New Adventures of Pinocchio, serie di cortometraggi d'animazione (USA, 1960-1961) |
| 1965    | John Joy                                                                                                   | | Pinocchio, film musicale TV (USA), regia di Nick Havinga |
| 1965    | Peter Lazer (voce)                                                                                         | | Pinocchio in Outer Space, film d'animazione (USA). |
| 1967    | Gina Presgott (voce) - Uwe Thielisch (Pinocchio bambino)                                                   | | Turlis Abenteuer, film (Germania Est) |
| 1968    | Peter Noone                                                                                                | | Pinocchio, film musicale TV (USA), regia di Sid Smith. |
| 1971    | Alex Roman                                                                                                 | | Le avventure erotiche di Pinocchio (The Erotic Adventures of Pinocchio), film (USA, 1971), regia di Corey Allen. Commedia "a luci rosse", liberamente ispirata al racconto di Collodi. |
| 1971    | Roberta Paladini (voce)                                                                                    | <Voci>: Roberto Bertea (Geppetto), Vittoria Febbi (Fatina), Flaminia Jandolo (Lucignolo), Manlio De Angelis & Sergio Tedesco (il Gatto e la Volpe), Michele Gammino (Mangiafuoco), Lauro Gazzolo (il Grillo parlante) | Un burattino di nome Pinocchio, film d'animazione (Italia), regia di Giuliano Cenci. |
| 1972    | Yuko Maruyama (voce), doppiato in italiano da Fabio Boccanera                                              | | Le nuove avventure di Pinocchio, serie d'animazione TV (Giappone). Liberamente tratta da Collodi. |
| 1972    | Andrea Balestri                                                                                            | Nino Manfredi (Geppetto), Gina Lollobrigida (Fatina), Domenico Santoro (Lucignolo) | Le avventure di Pinocchio, miniserie TV (Italia). Nell'adattamento di Comencini, Pinocchio torna ad essere burattino solo quando si comporta male. |
| 1975    | Dmitrij Iosifov                                                                                            | | Le avventure di Pinocchio (Priključenija Buratino), film (URSS, 1975), regia di Leonid Nečaev. Basato sul racconto di Aleksej Nikolaevič Tolstoj. Pinocchio è stavolta interpretato da un attore bambino "in veste di burattino".                                                                        |
| 1976    | Sandy Duncan                                                                                               | Danny Kaye (Geppetto), Gary Morgan (Lucignolo), Liz Torres & Flip Wilson (il Gatto e la Volpe) | Pinocchio, film musicale TV (USA, 1976), regia di Ron Field e Sid Smith. |
| 1976    | Masako Nozawa (voce), doppiato in italiano da Rori Manfredi                                                | | Pinocchio, serie d'animazione TV (Giappone). Il cartone animato più fedele al testo di Collodi . |
| 1978    | Rosemary Miller (voce del burattino) - Joshua White (Pinocchio bambino)                                    | | Pinocchio, miniserie TV (GB), regia di Barry Letts Prodotta dalla BBC e trasmessa dal 3 al 24 dicembre 1978. |
| 1980    | | | Pinocchio's Christmas, film, regia di Jules Bass, Arthur Rankin Jr. |
| 1987    | Scott Grimes (voce), doppiato in italiano da Antonella Baldini                                             | <Voci>: James Earl Jones (Imperatore della notte), Don Knotts (Willikers), Tom Bosley (Geppetto), Rickie Lee Jones (Fata Turchina), Jonathan Harris (Ape Guerriera), Lana Beeson (Twinkle), Edward Asner (Scalawag), Frank Welker (Igor) | I sogni di Pinocchio (Pinocchio and the Emperor of the Night), film d'animazione (USA), regia di Hal Sutherland. Sequel. |
| 1992    | Jeannie Elias (voce)                                                                                       | <Voci>: Jim Cummings (Geppetto; Mangiafuoco), Cam Clarke (Lucignolo; Il Grillo parlante) | Pinocchio, film d'animazione (USA), regia di Roger Scott Olsen. |
| 1995    | Minami Takayama (voce), doppiato in italiano da Deborah Morese                                             | | Pinocchio, film d'animazione (Giappone), regia di Ryuichi Sugimoto. Episodio della serie "Le fiabe più belle" (Anime sekai no dôwa). |
| 1996    | Jonathan Taylor Thomas ("voce del burattino" e "Pinocchio bambino"), doppiato in italiano da Ilaria Stagni | Martin Landau (Geppetto), Geneviève Bujold (Fatina), Corey Carrier (Lucignolo), Udo Kier (Mangiafuoco) | Le straordinarie avventure di Pinocchio, film (GB), regia di Steve Barron |
| 1996    | Dick Beals (voce)                                                                                          | | Bad Pinocchio, film horror, regia di Kevin S. Tenny. |
| 1999    | Gabriel Thomson, doppiato in italiano da Gabriele Patriarca                                                | Martin Landau (Geppetto), Gemma Gregory (Fatina), Ben Ridgeway (Lucignolo), Udo Kier (Mangiafuoco) | Il mondo è magia - Le nuove avventure di Pinocchio, film (GB, 1999), diretto da Michael Anderson. Un sequel della storia di Collodi. |
| 1999    | Carmelo Bene                                                                                               | | Pinocchio; ovvero, Lo spettacolo della Provvidenza, film TV (Italia, 1999), regia di Carmelo Bene. Adattamento televisivo della spettacolo teatrale dell'autore. |
| 2000    | Seth Adkins                                                                                                | Drew Carey (Geppetto), Julia Louis-Dreyfus (Fatina), Brent Spiner (Magiafuoco) | Geppetto, film musicale TV (USA, 2000), diretto da Tom Moore. Un attore bambino interpreta Pinocchio "in costume di burattino". |
| 2001    | Cody Cameron (voce), doppiato in italiano da Corrado Conforti                                              | | Shrek, film d'animazione (USA), regia di Andrew Adamson e Vicky Jenson. Pinocchio compare anche nei sequel: Shrek 2 (2004); Shrek terzo (2007); Shrek e vissero felici e contenti (2010), Il gatto con gli stivali 2 - L'ultimo desiderio (2022) e in numerosi video e cortometraggi della stessa serie. |
| 2001    | Michael Welch (voce), doppiato in italiano da Leonardo La Penna                                            | | House of Mouse - Il Topoclub, serie TV (USA, 2001-2002). Pinocchio compare in quattro episodi della serie d'animazione e nello speciale episodio Il bianco Natale di Topolino - È festa in casa Disney (2001);Topolino & i cattivi Disney (2002).                                                        |
| 2002    | Roberto Benigni                                                                                            | Carlo Giuffré (Geppetto), Nicoletta Braschi (Fatina), Kim Rossi Stuart (Lucignolo), i Fichi d'India (il Gatto e la Volpe), Franco Javarone (Mangiafuoco), Peppe Barra (Grillo Parlante) | Pinocchio, film (Italia), regia di Roberto Benigni. Il comico toscano interpreta Pinocchio "in costume di burattino". |
| 2004    | Sonja Ball (voce), doppiato in italiano da Jacopo Bonanni                                                  | | Pinocchio 3000, film d'animazione (Canada-Francia-Spagna), regia di Daniel Robichaud. |
| 2007    | Federico Bebi (voce)                                                                                       | <Voci>: Mino Caprio (Geppetto), Emanuela Rossi (Fatina), Vittorio Stagni (Grillo Parlante), Oliviero Dinelli (Volpe), Oreste Baldini (Gatto), Vittorio Amandola (Omino di Burro) | Bentornato Pinocchio, film d'animazione (Italia), regia di Orlando Corradi. |
| 2009    | Robbie Kay, doppiato in italiano da Leonardo Caneva                                                        | Bob Hoskins (Geppetto), Violante Placido (Fatina), Thomas Sangster (Lucignolo), Luciana Littizzetto (Grillo Parlante), Francesco Pannofino (Gatto), Toni Bertorelli (Volpe), Maurizio Donadoni (Mangiafuoco) | Pinocchio, miniserie TV (Italia-GB), regia di Alberto Sironi - Come nel Pinocchio di Comencini, Pinocchio torna burattino solo quando non si comporta bene. |
| 2011-16 | Eion Bailey (Pinocchio adulto) / Rustin Grisiuk (Pinocchio giovane) / Jakob Davies (Pinocchio bambino)     | Tony Amendola (Geppetto) | C'era una volta (Once Upon a Time), serie TV (USA 2011-presente) |
| 2012    | Gabriele Caprio (voce)                                                                                     | <Voci>: Mino Caprio (Geppetto), Lucrezia Marricchi (Fatina), Paolo Ruffini (Lucignolo), Rocco Papaleo (Mangiafoco), Carlo Valli (Grillo Parlante) | Pinocchio, film d'animazione (Italia), regia di Enzo D'Alò. |
| 2013    | John Tartaglia                                                                                             | | Shrek The Musical, film musicale TV (USA), regia di Michael John Warren |
| 2013    | Moritz Russ (voce del burattino) - Aaron Kissiov (Pinocchio bambino)                                       | Mario Adorf (Geppetto), Ulrich Tukur (Mangiafoco), Benjamin Sadler (Antonio), Florian Lukas (Gatto), Sandra Hüller (Volpe) | Pinocchio, miniserie TV (Germania-Francia), regia di Anna Justice |
| 2014    | Sigurður Þór Óskarsson, doppiato in Italiano da Daniele Raffaeli                                           | | Arriva un nuovo amico, film TV (Islanda). Episodio della serie TV per bambini Lazy Town. Un giovane attore interpreta Pinocchio "in costume da burattino". |
| 2015    | Girolamo Botta (voce)                                                                                      | voci: Girolamo Botta, manovranti: Alessandra Guadagna, Girolamo Botta, | "Pinocchio in opera", teatro di figura (Italia), spettacolo delle marionette della compagnia teatrale Art G. Botta. |
| 2018    | | | "Pinocchio Parade", spettacolo teatrale di video arte. Musiche originali del maestro jazz Giancarlo Schiaffini (compositore e musicista), opere digitali di Cristina Stifanic (artista visuale), animate da Ilaria Schiaffini (regista video).                                                           |
| 2019    | Federico Ielapi                                                                                            | Roberto Benigni (Geppetto), Alida Baldari Calabria (Fatina), Alessio Di Domenicantonio (Lucignolo), Davide Marotta (Grillo Parlante), Rocco Papaleo (Gatto), Massimo Ceccherini (Volpe), Gigi Proietti (Mangiafuoco) | Pinocchio, film (Italia), regia di Matteo Garrone - Grazie al make up di Mark Coulier, l'attore bambino Federico Ielapi è trasformato in un "bambino di legno". |
| 2021    | | | Pinocchio and Friends, TV, regia di Iginio Straffi. |
| 2022    | Benjiamin Evan Ainsworth (voce originale), doppiato in italiano da Gabriele Piancatelli                    | Tom Hanks (Geppetto), Cynthia Erivo (Fata Turchina), Joseph Gordon-Levitt (Grillo Parlante), Kyanne Lamaya (Sabina; Fabiana), Lorraine Bracco (Sofia la gabbiana), Lewin Lloyd (Lucignolo), Giuseppe Battiston (Mangiafuoco), Luke Evans (Postiglione), Keegan-Michael Key (Volpe)                                                                      | Pinocchio, film, regia di Robert Zemeckis. |
| 2022    | | | Pinocchio: A True Story, film, regia di Vasiliy Rovenskiy. |
| 2022    | Gregory Mann (voce originale), doppiato in italiano da Ciro Clarizio                                       | Ewan McGregor (Grillo), David Bradley (Geppetto), Tilda Swinton (Spirito dei boschi; Morte), Ron Perlman (Podestà), Christoph Waltz (Conte Volpe), Cate Blanchett (Spazzatura), Tim Blake Nelson (Conigli neri), Finn Wolfhard (Lucignolo), John Turturro (Dottore), Burn Gorman (Prete), Tom Kenny (Mussolini)                                         | Pinocchio di Guillermo del Toro, film, regia di Guillermo del Toro. |

## Nel teatro
Pinocchio è ben presto diventato una figura popolare anche nel mondo del teatro e del musical. 
- 1952 : Totò a colori, regia di Steno. In una scena Totò interpreta Pinocchio facendo un balletto.
- 1961: Pinocchio, regia di Carmelo Bene, rappresentato fino al 1999.
- 1992: Pinocchio, ahi! Mi hai fatto male!, spettacolo teatrale con brani originali del cantautore italiano Leonardo Vecchi interamente ispirato alla stesura originale (1881) del romanzo. Si conclude al XV capitolo con l'impiccagione del burattino.
- 2003: Pinocchio - Il grande musical, musical di Saverio Marconi con musiche dei Pooh, produzione della Compagnia della Rancia.
- 2009: Le Avventure di Pinocchio, musical di Mario Restagno con musiche di Walter Orsanigo e Aldo Florian.
- 2011: La vera storia di Pinocchio raccontata da lui medesimo, di e con Flavio Albanese, musiche di Fiorenzo Carpi, produzione Piccolo Teatro di Milano-Teatro d’Europa.
- 2011: L'altro Pinocchio, musical di Vito Costantini con musiche di Antonio Furioso, tratto dal libro L'altro Pinocchio (Editrice La Scuola, Brescia 1999).
- 2012: Pinocchio. Storia di un burattino da Carlo Collodi, scritto, diretto e interpretato da Massimiliano Finazzer Flory.
- 2016: Pinocchio, regia di Antonio Latella con protagonista Christian La Rosa, produzione Piccolo Teatro di Milano.
- 2019: Mangiafoco, scritto e diretto da Roberto Latini con musiche di Gianluca Misiti e interpretato da Elena Bucci, Marco Manchisi e Marco Sgrosso, produzione Piccolo Teatro di Milano.
- 2025: Pinocchio Musical, scritto e diretto da Melina Pellicano, con musiche e lire di Stefano Lori e Marco Caselli e interpretato da Pino & gli anticorpi produzione DPM Produzioni Srls.

## Luoghi e opere d'arte dedicati a Pinocchio
1954

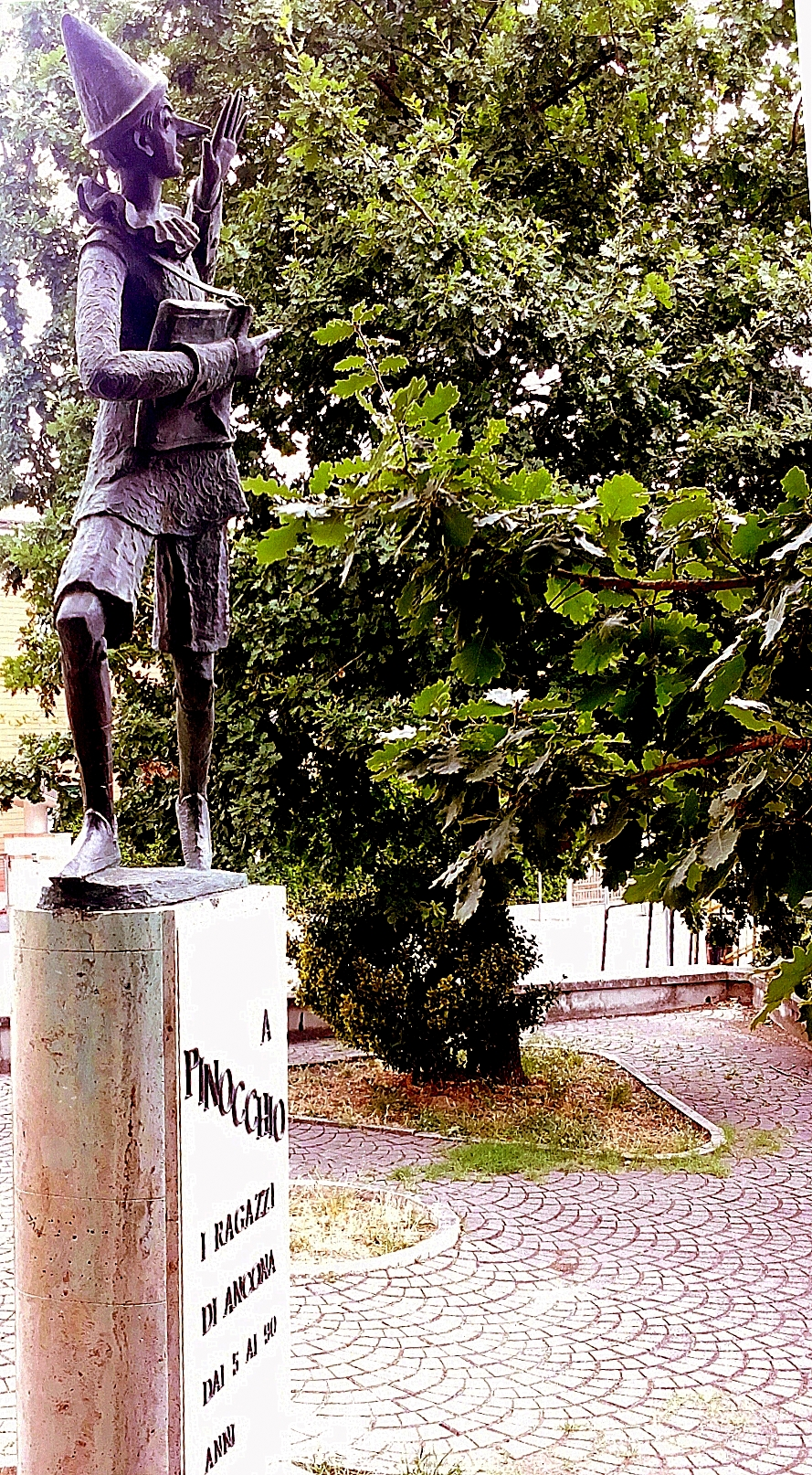
Vittorio Morelli - statua dedicata a Pinocchio, nel rione omonimo di Ancona

- Il nome di un rione della città di Ancona è "il Pinocchio". Prendendo spunto da questo toponimo, la Società Dante Alighieri, per promuovere la conoscenza del capolavoro di Carlo Collodi, commissionò allo scultore Vittorio Morelli il Monumento a Pinocchio, da porre al centro del rione; la scultura, la prima a raffigurare Pinocchio,[16] fu inaugurata nel 1954.[17]

1956
- Su iniziativa del sindaco di Pescia venne indetto un concorso nazionale per la realizzazione di un monumento a Pinocchio nel settantesimo anniversario della pubblicazione della prima puntata della fiaba di Pinocchio. Motivo di ciò è che nel comune di Pescia sorge la frazione di Collodi, dove trascorse l'infanzia l'autore delle Avventure di Pinocchio. Il concorso portò alla realizzazione, nel 1956, del Parco di Pinocchio, ove si trova il gruppo statuario Pinocchio e la Fatina di Emilio Greco e la piazzetta dei mosaici, dello scultore Venturino Venturi in collaborazione con gli architetti Renato Baldi e Lionello De Luigi.
- In Corso Indipendenza a Milano, nel 1956 venne realizzata la Fontana a Pinocchio, dello scultore Attilio Fagioli; l'opera ritrae Pinocchio diventato bambino che osserva il corpo inanimato del burattino che era.

1970
- Una piccola statua in metallo di Pinocchio è presente al parco Zanzi, alla Schiranna, sul Lago di Varese; originariamente bianco, è stato colorato nel 2010 a cura degli studenti del liceo artistico di Varese.[18]
- Nello stesso periodo è stata realizzata ad opera dello scultore sassarese Gavino Tilocca la pregevole statua in bronzo posta all'ingresso delle scuole elementari di Ozieri (Sassari) dette appunto "di Pinocchio".

1976
- Nicola Rilli, scrittore e studioso pubblica: Pinocchio in casa sua - Da Firenze a Sesto Fiorentino - Realtà e Fantasia di Pinocchio (Firenze, Giorgi & Gambi editori, 1976),[19] nel quale «rende omaggio a quei luoghi e a quei personaggi che hanno ispirato a Carlo Lorenzini il suo celeberrimo racconto». Il libro riporta, prove alla mano, i luoghi e le persone che hanno ispirato Lorenzini nel suo periodo di maggior creatività artistica, quando qui anche vi risiedeva. Oramai fuori commercio ed introvabile, il libro di Rilli è stato ristampato nel 2008 con il patrocinio del Comune e della Pro Loco di Sesto Fiorentino nella collana "Gli Introvabili" (Firenze, Nuova Toscana Editrice, 2008).[20]

1988
- Il pittore ferrarese Walther Jervolino espone alla Galleria Davico di Torino il dipinto olio su tela Una probabile morte di Pinocchio, in cui il protagonista del romanzo di Collodi subisce la morte per decapitazione. Sarà il primo di una lunga serie di opere dell'artista dedicate al celebre burattino.

1989
- A Vernante, in provincia di Cuneo, sulle pareti delle case sono dipinte scene della storia di Pinocchio. Questo perché il disegnatore Attilio Mussino, che è stato uno dei massimi interpreti del Pinocchio di Collodi, è vissuto a Vernante con la sua seconda moglie Margherita Martini ed è in questo tranquillo paesino di montagna che si è dedicato al disegno. Alla sua morte, la moglie ha offerto alla Pro loco le sue opere, oggi esposte nel locale museo. Il paese ha dedicato a Mussino la scuola elementare e i giardinetti pubblici; la sua tomba al cimitero è sorvegliata dal burattino. È stato soprannominato lo zio di Pinocchio.[21] Attualmente sono più di 100 i murales presenti nel paese disegnati dai pittori Carlet e Meo.[22]

1999
- Un asteroide scoperto nel 1999 venne denominato 12927 Pinocchio in onore dell'omonimo personaggio del mondo della fantasia.

2002
- Nella piazza centrale di Viù, paese di montagna in provincia di Torino, si trovava un Pinocchio in legno alto 6,53 metri e pesante circa 40 quintali. Posizionato nel novembre 2002, si trattava della statua in legno su pezzo unico più alta d'Italia anche se per questo primato non ha ottenuto il riconoscimento ufficiale da parte del Guinness dei primati. Rispetto all'originale di Collodi, portava sulle spalle una cartella in legno a simboleggiare la passata scolastica abitudine dei montanari. La statua è stata rimossa nel 2018 per motivi di sicurezza.[23]

2009
- A Collodi nel febbraio 2009 è stata installata una statua del burattino di 16 metri di altezza e 9 tonnellate di peso, interamente in legno (fatta eccezione per i piedi, in cemento, che gli fanno raggiungere il peso di 14 tonnellate complessive); si trova sulla strada che costeggia il parco aperto nel 1956 ed è il Pinocchio più alto del mondo.[24]

2010
- All'Expo 2010 di Shanghai, nel Padiglione Italia, viene esposta la scultura alta più di due metri in alluminio denominata Pinocchio Art di Giuseppe Bartolozzi e Clara Tesi.

2016
- A Villanovaforru (Cagliari) in via Sardegna, è presente un murale di 45 metri, realizzato da 14 artisti sardi, interamente dedicato alla favola di Pinocchio, inaugurato il 17 luglio.